# Championnats du monde de squash par équipes

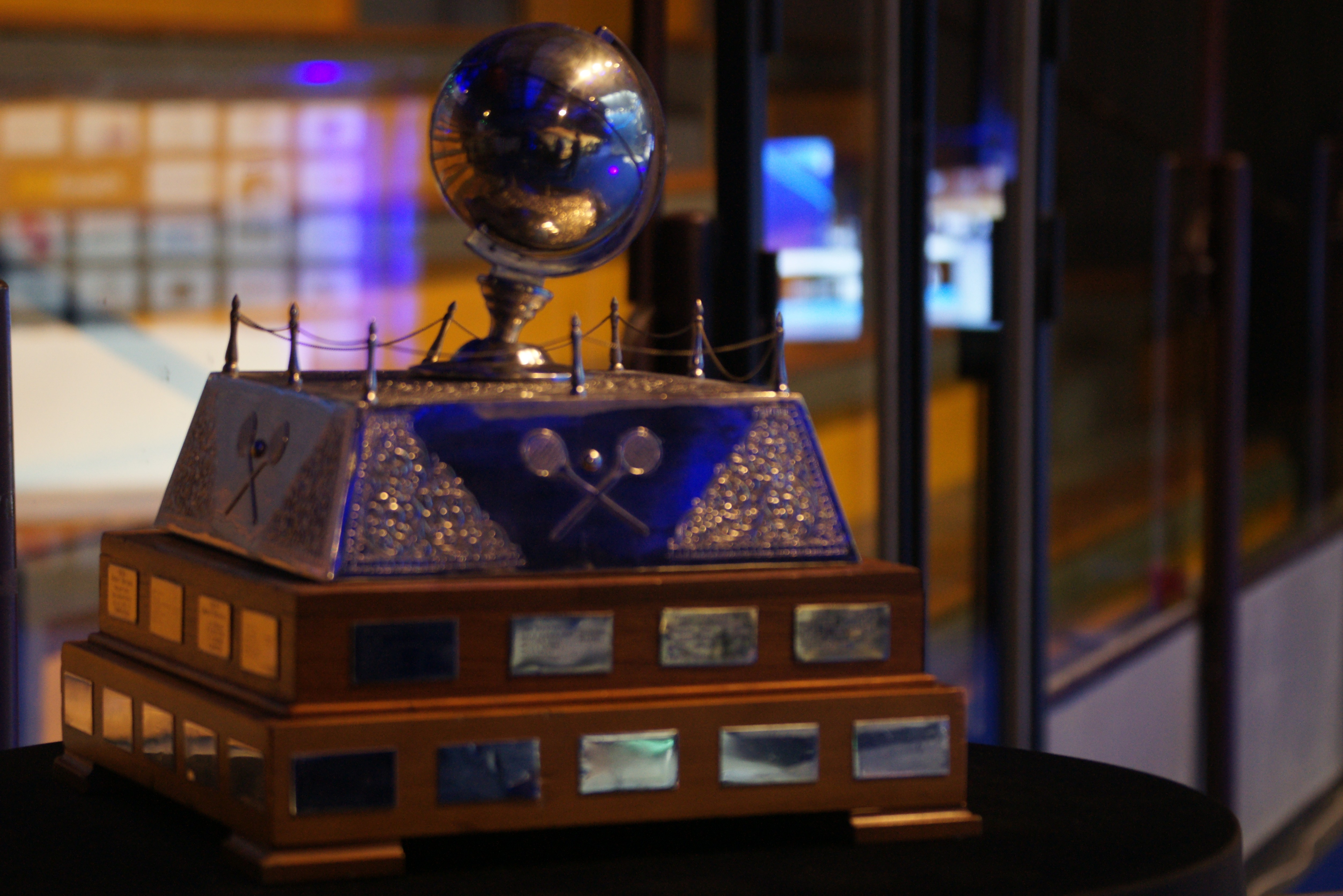
Trophée du championnats du monde de squash par équipes

Les Championnats du monde de squash par équipes (World Team Squash Championships) est une compétition organisée par la Fédération internationale de squash (World Squash Federation) depuis 1967. Chaque nation est représentée par ses trois meilleurs joueurs(euses) plus un remplaçant. Chaque rencontre se joue au meilleur des trois matchs. Cette compétition est organisée tous les deux ans.

## Résultats[1]

### Palmarès hommes
| Année | Champion        | Finaliste        | 3e place                | 4e place                | Lieu             |
| ----- | --------------- | ---------------- | ----------------------- | ----------------------- | ---------------- |
| 2023  | Égypte          | Angleterre       | France / Suisse         | France / Suisse         | Tauranga         |
| 2021  | Annulé ,        | Annulé ,         | Annulé ,                | Annulé ,                | Kuala Lumpur     |
| 2019  | Égypte          | Angleterre       | France / Pays de Galles | France / Pays de Galles | Washington       |
| 2017  | Égypte          | Angleterre       | Hong Kong / Australie   | Hong Kong / Australie   | Marseille        |
| 2015  | Annulé          | Annulé           | Annulé                  | Annulé                  | Le Caire         |
| 2013  | Angleterre      | Égypte           | France                  | Australie               | Mulhouse         |
| 2011  | Égypte          | Angleterre       | Australie               | France                  | Paderborn        |
| 2009  | Égypte          | France           | Australie               | Angleterre              | Odense           |
| 2007  | Angleterre      | Australie        | France                  | Égypte                  | Chennai, Inde    |
| 2005  | Angleterre      | Égypte           | France                  | Canada                  | Islamabad        |
| 2003  | Australie       | France           | Angleterre              | Égypte                  | Vienne           |
| 2001  | Australie       | Égypte           | Angleterre              | Écosse                  | Melbourne        |
| 1999  | Égypte          | Pays de Galles   | Angleterre              | Australie               | Le Caire         |
| 1997  | Angleterre      | Canada           | Australie               | Égypte                  | Petaling Jaya    |
| 1995  | Angleterre      | Pakistan         | Égypte                  | Australie               | Le Caire         |
| 1993  | Pakistan        | Australie        | Angleterre              | Finlande                | Karachi          |
| 1991  | Australie       | Angleterre       | Finlande                | Égypte                  | Helsinki         |
| 1989  | Australie       | Pakistan         | Angleterre              | Nouvelle-Zélande        | Singapour        |
| 1987  | Pakistan        | Nouvelle-Zélande | Angleterre              | Australie               | Londres          |
| 1985  | Pakistan        | Nouvelle-Zélande | Australie               | Angleterre              | Le Caire         |
| 1983  | Pakistan        | Angleterre       | Australie               | Égypte                  | Auckland         |
| 1981  | Pakistan        | Australie        | Égypte                  | Angleterre              | Stockholm        |
| 1979  | Grande-Bretagne | Pakistan         | Australie               | Égypte                  | Brisbane         |
| 1977  | Pakistan        | Nouvelle-Zélande | Égypte                  | Grande-Bretagne         | Toronto          |
| 1976  | Grande-Bretagne | Pakistan         | Australie               | Égypte                  | Birmingham       |
| 1973  | Australie       | Grande-Bretagne  | Afrique du Sud          | Nouvelle-Zélande        | Johannesbourg    |
| 1971  | Australie       | Grande-Bretagne  | Pakistan                | Égypte                  | Palmerston North |
| 1969  | Australie       | Grande-Bretagne  | Afrique du Sud          | Pakistan                | Birmingham       |
| 1967  | Australie       | Grande-Bretagne  | Nouvelle-Zélande        | Afrique du Sud          | Melbourne        |

### Palmarès femmes
| Année | Champion                                                | Finaliste                                               | 3e place                                                | 4e place                                                | Lieu                |
| ----- | ------------------------------------------------------- | ------------------------------------------------------- | ------------------------------------------------------- | ------------------------------------------------------- | ------------------- |
| 2022  | Égypte                                                  | États-Unis                                              | Angleterre / Malaisie                                   | Angleterre / Malaisie                                   | Le Caire            |
| 2020  | annulé en raison de la pandémie de Covid-19 en Malaisie | annulé en raison de la pandémie de Covid-19 en Malaisie | annulé en raison de la pandémie de Covid-19 en Malaisie | annulé en raison de la pandémie de Covid-19 en Malaisie | Kuala Lumpur        |
| 2018  | Égypte                                                  | Angleterre                                              | France / Hong Kong                                      | France / Hong Kong                                      | Dalian              |
| 2016  | Égypte                                                  | Angleterre                                              | France / Hong Kong,                                     | France / Hong Kong,                                     | Issy-les-Moulineaux |
| 2014  | Angleterre                                              | Malaisie                                                | Égypte                                                  | Hong Kong                                               | Niagara-on-the-Lake |
| 2012  | Égypte                                                  | Angleterre                                              | Malaisie                                                | Australie                                               | Nîmes               |
| 2010  | Australie                                               | Angleterre                                              | Malaisie                                                | Nouvelle-Zélande                                        | Palmerston North    |
| 2008  | Égypte                                                  | Angleterre                                              | Malaisie                                                | Nouvelle-Zélande                                        | Le Caire            |
| 2006  | Angleterre                                              | Égypte                                                  | Malaisie                                                | Pays-Bas                                                | Edmonton            |
| 2004  | Australie                                               | Angleterre                                              | Nouvelle-Zélande                                        | Égypte                                                  | Amsterdam           |
| 2002  | Australie                                               | Angleterre                                              | Nouvelle-Zélande                                        | Égypte                                                  | Odense              |
| 2000  | Angleterre                                              | Australie                                               | Nouvelle-Zélande                                        | Égypte                                                  | Sheffield           |
| 1998  | Australie                                               | Angleterre                                              | Nouvelle-Zélande                                        | Afrique du Sud                                          | Stuttgart           |
| 1996  | Australie                                               | Angleterre                                              | Afrique du Sud                                          | Nouvelle-Zélande                                        | Petaling Jaya       |
| 1994  | Australie                                               | Angleterre                                              | Afrique du Sud                                          | Nouvelle-Zélande                                        | Guernesey           |
| 1992  | Australie                                               | Nouvelle-Zélande                                        | Angleterre                                              | Pays-Bas                                                | Vancouver           |
| 1990  | Angleterre                                              | Australie                                               | Nouvelle-Zélande                                        | Allemagne                                               | Sydney              |
| 1989  | Angleterre                                              | Australie                                               | Nouvelle-Zélande                                        | Allemagne de l'Ouest                                    | Warmond             |
| 1987  | Angleterre                                              | Australie                                               | Nouvelle-Zélande                                        | Irlande                                                 | Auckland            |
| 1985  | Angleterre                                              | Nouvelle-Zélande                                        | Australie                                               | Irlande                                                 | Dublin              |
| 1983  | Australie                                               | Angleterre                                              | Nouvelle-Zélande                                        | Irlande                                                 | Perth               |
| 1981  | Australie                                               | Angleterre                                              | Nouvelle-Zélande                                        | Écosse                                                  | Toronto             |
| 1979  | Grande-Bretagne                                         | Australie                                               | Irlande                                                 | Canada                                                  | Birmingham          |

## Statistiques

### Titres par pays
| 8 | Australie |

| 6 | Pakistan |

| 5 | Angleterre |

| 4 | Égypte |

| 2 | Grande-Bretagne |

| 9 | Australie |

| 7 | Angleterre |

| 5 | Égypte |

| 1 | Grande-Bretagne |

### Résumé des médailles
| Rang | Nation           | Or | Argent | Bronze | Total |
| ---- | ---------------- | -- | ------ | ------ | ----- |
| 1    | Australie        | 8  | 3      | 8      | 19    |
| 2    | Pakistan         | 6  | 4      | 1      | 11    |
| 3    | Angleterre       | 5  | 5      | 6      | 16    |
| 4    | Égypte           | 5  | 3      | 3      | 11    |
| 5    | Grande-Bretagne  | 2  | 4      | 0      | 6     |
| 6    | Nouvelle-Zélande | 0  | 3      | 1      | 4     |
| 7    | France           | 0  | 2      | 4      | 6     |
| 8    | Canada           | 0  | 1      | 0      | 1     |
| 8    | Pays de Galles   | 0  | 1      | 1      | 2     |
| 10   | Afrique du Sud   | 0  | 0      | 2      | 2     |
| 11   | Finlande         | 0  | 0      | 1      | 1     |
| 12   | Hong Kong        | 0  | 0      | 1      | 1     |

| Rang | Nation           | Or | Argent | Bronze | Total |
| ---- | ---------------- | -- | ------ | ------ | ----- |
| 1    | Australie        | 9  | 5      | 1      | 15    |
| 2    | Angleterre       | 7  | 12     | 2      | 21    |
| 3    | Égypte           | 5  | 1      | 1      | 7     |
| 4    | Grande-Bretagne  | 1  | 0      | 0      | 1     |
| 5    | Nouvelle-Zélande | 0  | 2      | 9      | 11    |
| 6    | Malaisie         | 0  | 1      | 5      | 6     |
| 7    | Afrique du Sud   | 0  | 0      | 2      | 2     |
| 8    | France           | 0  | 0      | 2      | 2     |
| 8    | Hong Kong        | 0  | 0      | 2      | 2     |
| 10   | Irlande          | 0  | 0      | 1      | 1     |